# Ricky Kanee Schachter
Ricky Kanee Schachter (* 23. Dezember 1918 in Melville, Saskatchewan, Kanada; † 1. Juli 2007 in Toronto, Kanada) war  eine kanadische Dermatologin und Hochschullehrerin. Sie war die erste Leiterin einer Abteilung für Dermatologie in Kanada und Gründungsmitglied und erste Präsidentin der Canadian und Toronto Dermatological Associations. In Anerkennung ihrer Beiträge wurde in ihrem Namen ein Dermatologiezentrum in Toronto gegründet.

## Leben und Werk
Schachter war die Tochter eines russischen Einwanderers und wuchs in Melville auf. Sie studierte im Alter von 15 Jahren als eine von zwei Studentinnen in naturwissenschaftlichen Kursen an der University of Winnipeg. Danach studierte sie an der University of Saskatchewan, wo sie 1940 einen Bachelor of Arts erhielt. 1943 schloss sie ihr Medizinstudium an der University of Toronto ab und absolvierte eine postgraduale Ausbildung in Dermatologie an der Columbia University in New York. 
1946 richtete das Women’s College Hospital unter der Abteilung für Medizin sein erstes formelles Dermatologieprogramm ein, eine Ambulanz, die zweimal pro Woche stattfand. In diesem Jahr wurde Schachter zur Leiterin der neu gegründeten Abteilung für Dermatologie ernannt. Unter ihrer Leitung wurde das Programm um das 1976 gegründete Phototherapy Education and Research Center (PERC) erweitert. 1961 wurde sie zur außerordentlichen Professorin an der medizinischen Fakultät der University of Toronto ernannt.
Mit ihrer Ernennung zur Präsidentin der Canadian Dermatological Association war sie 1978 die erste Frau in Kanada, die Spezialisten auf ihrem Gebiet leitete. Sie war auch die erste Frau, zu deren Ehren ein Lehrstuhl für Dermatologie eingerichtet wurde. Im Juli 1991 wurde das Dr. Ricky Kanee Schachter Dermatology Center am Women’s College Hospital eröffnet, um in mehreren Ambulanzen eine Vielzahl von Hauterkrankungen zu behandeln. Schachter entwickelte neue Techniken zur Behandlung chronischer dermatologischer Erkrankungen wie Psoriasis und Sklerodermie.
Ihr Ehemann Benjamin Schachter war ein Biochemiker aus Toronto, der an der University of Toronto arbeitete und von 1934 bis 1939 Forschungen zu weiblichen Sexualhormonen durchführte. Ihr verstorbener Bruder Sol Kanee erhielt ebenfalls den Order of Canada für seine Arbeit bei der Bank of Canada und dem Canadian Jewish Congress.
Schachter starb 2007 im Alter von 88 Jahren.

## Ehrungen
- 1950: Fellow des Royal College in Kanada
- Award of Merit der Federation of Medical Women of Canada
- Queen’s Golden Jubilee Medal
- Mitglied des Order of Canada[3][4]
- Canadian Dermatology Association Practioner of the Year Award
- 1985: Dr. Rickey Kanee Schachter Dermatology Fund in Anerkennung ihres Engagements für die Patientenversorgung gegründet
- 2000: Ehrendoktorwürde der Rechtswissenschaften von der Queen’s University (Kingston)
- 2005: erhielt als erste Frau die Auszeichnung Practitioner of the Year von der Canadian Dermatology Foundation[5]